# Mannenmarathon van Tokio 1989
De Mannenmarathon van Tokio 1989 werd gelopen op zondag 19 maart 1989. Het was de tiende editie van de Tokyo International Marathon. Aan deze wedstrijd mochten alleen mannelijke elitelopers deelnemen.
De Japanner Hiromi Taniguchi kwam als eerste over de streep in een persoonlijke recordtijd van 2:09.34.

## Uitslagen
| rang   | naam               | land | tijd    |
| ------ | ------------------ | ---- | ------- |
| Goud   | Hiromi Taniguchi   | JPN  | 2:09.34 |
| Zilver | Eddy Hellebuyck    | BEL  | 2:12.16 |
| Brons  | Chul-Un Kim        | PRK  | 2:16.55 |
| 4      | Wiktor Sawicki     | POL  | 2:16.58 |
| 5      | Daniel Nzioka      | KEN  | 2:18.04 |
| 6      | Bruno Praczeck     | FRA  | 2:18.28 |
| 7      | Joseph Otieno      | KEN  | 2:18.37 |
| 8      | Masayuki Nishi     | JPN  | 2:18.43 |
| 9      | Belaye Wolashe     | ETH  | 2:18.52 |
| 10     | Cor Saelmans       | BEL  | 2:18.55 |
| 11     | Bruno Lafranchi    | SUI  | 2:19.21 |
| 12     | Jean-Pierre Paumen | BEL  | 2:19.34 |
| 13     | Toshihiro Inahara  | JPN  | 2:21.12 |

Tokyo International Marathon (alleen mannen)

1981 · 1982 · 1983 · 1984 · 1985 · 1986 · 1987 · 1988 · 1989 · 1990 · 1991 · 1992 · 1993 · 1994 · 1995 · 1996 · 1997 · 1998 · 1999 · 2000 · 2001 · 2002 · 2003 · 2004 · 2005 · 2006

Tokyo International Women's Marathon (alleen vrouwen)

1979 · 1980 · 1981 · 1982 · 1983 · 1984 · 1985 · 1986 · 1987 · 1988 · 1989 · 1990 · 1991 · 1992 · 1993 · 1994 · 1995 · 1996 · 1997 · 1998 · 1999 · 2000 · 2001 · 2002 · 2003 · 2004 · 2005 · 2006 · 2007 · 2008

Tokyo Marathon (beide)

2007 · 2008 · 2009 · 2010 · 2011 · 2012 · 2013 · 2014 · 2015 · 2016 · 2017 · 2018 · 2019 · 2020 · 2021 · 2022 · 2023 · 2024